# 保険見直し本舗
株式会社保険見直し本舗（かぶしきがいしゃほけんみなおしほんぽ、英: Hoken Minaoshi Honpo Co., Ltd.）は、NFCグループの生命保険代理店。

## 概要
「保険スクエアbang!」を運営する、株式会社ウェブクルー（東証マザーズ上場：8767）の子会社として設立。生命保険代理店業務を行う。
2007年10月、WBC世界フライ級タイトルマッチ（内藤大助VS亀田大毅）の際に王者内藤大助のトランクスに広告を掲載したことで注目された。
イメージキャラクターとして、2012年11月に佐々木健介、北斗晶ファミリー、2015年11月に山下智久、2016年10月に亀梨和也、2024年1月に鈴木福を起用している。

### 沿革
- 2001年12月 - 有限会社カスタマーズインシュアランスサービス（現、株式会社保険見直し本舗）を設立。
- 2003年9月 - 有限会社カスタマーズインシュアランスサービスに増資を行うとともに、株式会社に組織変更。
- 2005年7月 - 有限会社カスタマーズインシュアランスサービスは、株式会社CISに商号変更。
- 2007年12月 - 株式会社CISは、株式会社保険見直し本舗に商号変更。
- 2009年5月 - 店舗数50店舗を突破。
- 2009年9月 - 東京都渋谷区道玄坂に本社機能を移転。
- 2010年5月 - 店舗数100店舗を突破。
- 2012年4月 - 店舗数150店舗を突破。
- 2019年5月 - フランチャイズチェーン展開の開始を発表。グループ会社のみつばち保険グループの一部店舗が「保険見直し本舗」として営業開始。
- 2020年2月 - 東京都新宿区新宿に本社機能を移転。
- 2023年4月 - グループ内組織再編により、株式会社GOESWELLを吸収合併存続会社とする吸収合併を行う。

## 特徴
- 取扱保険会社数は約50社（2023年4月現在）
- ファイナンシャルプランナーを中心とした保険相談スタッフが、保険の加入方法を無料でアドバイスする。
- 店舗数は全国311店舗（2020年12月現在）
- 100万件以上の契約実績があるとされている（2019年6月現在）

## 主な関連会社
- 株式会社NFCホールディングス
- 株式会社ニュートン・フィナンシャル・コンサルティング
- 株式会社GOESWELL
- 株式会社ウェブクルー
- 株式会社損害保険見直し本舗
- 株式会社TSLABO(体制整備研究所）
- 株式会社保険ダイレクト
- プラス少額短期保険株式会社
- 株式会社N-STAFF
- 株式会社E保険プランニング
- 株式会社プログレス